# Westdeutsche Zeitung (1849)
Die Westdeutsche Zeitung. Demokratisch politisches Tageblatt war eine von Hermann Becker in den Jahren 1849 und 1850 in Köln herausgegebene Tageszeitung. Sie erschien vom 25. Mai 1849 bis zum 21. Juli 1850. Garant und Herausgeber war seit Herbst 1849 Christian Joseph Esser. Als Sonntagsblatt erschien die Beilage Rheinisches Echo.

## Ausrichtung
Die Westdeutsche Zeitung war nach dem Ende der Neuen Rheinischen Zeitung die einzige Tageszeitung, die umfassend über die Arbeiterbewegung in Deutschland und im Ausland berichtete. Sie informierte abweichend von der Auffassung von Marx und Engels über den Prozess von Gottfried Kinkel. Sie unterstützte die deutschen Emigranten in London durch Geldsammlungen. Auf Grund der Verordnungen zum preußischen Pressegesetzes vom 2. Juni 1850 musste sie ihr Erscheinen einstellen.
Die Redaktion der Zeitung behauptete, dass sie Nachfolgeorgan der verbotenen Neuen Rheinische Zeitung sei. Darauf erklärten bereits am 31. Mai 1849 Karl Marx, Ernst Dronke, Friedrich Engels, Ferdinand Freiligrath, Georg Weerth, Ferdinand Wolff und Wilhelm Wolff in der Zeitung Frankfurter Journal, der Neuen Deutschen Zeitung und der Neuen kölnischen Zeitung, dass „sie jede Gemeinsamkeit mit dem zu Köln unter dem Namen ‚Westdeutsche Zeitung‘ erscheinenden Blättchen von sich abweist.“ Der Grund für diese Erklärung von Marx war sicherlich, dass er als Nachfolgeorgan die Neue Rheinische Zeitung. Politisch-ökonomische Revue schon plante.
Zu den Mitarbeitern zählten Christian Joseph Esser, G. Brandhorst, Rudolf Schramm, Sebastian Seiler und Heinrich Bürgers. Auch Hermann Becker wurde mehrfach presserechtlich verfolgt, aber freigesprochen.

## Artikel (Auswahl)
- [Müller-Tellering entlarvt]: In: Westdeutsche Zeitung Nr. 65 vom 17. März 1850.
- (Gustav von Struve, Rudolf Schramm): [Entwurf eines Rundschreibens an deutsche Demokraten, als Manuskript gedruckt]. In: Westdeutsche Zeitung Nr. 65 vom 17. März 1850.
- Der „Sozialismus“ der „Abendpost“. In: Westdeutsche Zeitung Nr. 97 vom 24. April 1850.
- Karl Heinzen: Haß der Schweiz! In: Westdeutsche Zeitung Nr. 100 vom 27. April 1850.
- [G. Brandhorst]: Soeben legen wir …. In: Westdeutsche Zeitung Nr. 100 vom 27. April 1850.
- [Heinrich Bürgers]: Die Logik im Prozesse Kinkel und Genossen. In: Westdeutsche Zeitung Nr. 102–104 vom 30. April 1850, 1. Mai und 2. Mai 1850.
- [Heinrich Bürgers]: Bourgeoisie und Proletariat. In: Westdeutsche Zeitung Nr. 104 vom 2. Mai 1850.
- [Heinrich Bürgers]: Die Freisprechung Kinkels. In: Westdeutsche Zeitung Nr. 107 vom 5. Mai 1850.
- [Heinrich Bürgers]: Der Arbeiterverein und Polizei-Direktor Geiger. In: Westdeutsche Zeitung vom 5. Mai 1850.
- [Heinrich Bürgers]: Die demokratische Partei. In: Westdeutsche Zeitung vom 21. Juni 1850.

## Nachdrucke von Artikeln
- § Köln. 15. Oktober. Gestern hat sich der Arbeiterleseverein in einen Bildungsverein umgestaltet …. In: Westdeutsche Zeitung, Nr. 125 vom 17. Oktober 1849.[12]
- S London, 14. Nov. Seit einiger Zeit haben die Charisten  …. In: Westdeutsche Zeitung, Nr. 154 vom 20. November 1849.[13]
- S London, 12. Januar […] Am 31. Dezember hielten die fraternal democracts ein Bankett  …. In: Westdeutsche Zeitung, Nr. 16 vom 19. Januar 1850.[14]
- Aufruf zur Unterstützung deutscher Flüchtlinge. [Unterzeichnet] Anton Füster, Karl Marx, Karl Blind, Heinrich Bauer, Karl Pfänder. In: Westdeutsche Zeitung, Nr. 106 vom 25. September 1849.[15]
- Die demokratische Propaganda auf literarischem Wege. In: Westdeutsche Zeitung, Nr. 43 vom 20. Februar Januar 1850.[16]
- L.C.: London, 26. Februar […] Gestern abend erfreute sich das von der französischen Emigration veranstaltete Bankett […]. In: Westdeutsche Zeitung, Nr. 16 vom 19. Januar 1850.[17]
- Rechnungs-Ablage des sozial-demokratischen Flüchtlings-Komitee's in London. [Unterzeichnet] Karl Marx, Fr. Engels, H. Bauer, A. Willich, Karl Pfänder. In: Westdeutsche Zeitung, Nr. 68 vom 21. März 1850.[18]
- Rechnungsablage des sozial-demokratischen Flüchtlings-Comite's in London. [Unterzeichnet]: K. Marx. August Willich, F. Engels, C. Pfänder, H. Bauer. In: Westdeutsche Zeitung Nr. 104 vom 2. Mai 1850.[19]
- Für die deutschen Flüchtlinge in London sind bei der Exped. der Westdeutschen Zeitung eingegangen. In: Westdeutsche Zeitung vom 23. Mai 1850.[20]
- Die deutschen Flüchtlinge in London. [Unterzeichnet]: K. Marx. F. Engels, C. Pfänder, A. Willich, H. Bauer.In: Westdeutsche Zeitung Nr. 149 vom 25. Juni 1850.[21]